# Pasta di semi di loto
La pasta di semi di loto (蓮蓉T, 莲蓉S, lián róngP, lett. "velluto di loto") è un ingrediente per dessert della cucina cinese a base di semi di loto essiccati.

## Produzione
Il processo per fare la pasta è simile a quello usato per fare la pasta di fagioli rossi. I semi essiccati vengono stufati in acqua fino a renderli morbidi e poi schiacciati in una pasta fine. La pasta viene quindi annaffiata fino a ottenere un impasto sottile e passata al setaccio e in una garza, con la quale viene strizzata a secco. Questo produce una pasta fine e friabile, che viene poi mescolata con zucchero o altri dolcificanti e spesso olio per produrre una pasta liscia e dolce.

## Uso

### Cina
La pasta di loto utilizzata dalla maggior parte dei cuochi cinesi richiede un'ulteriore preparazione cuocendo a secco la pasta zuccherata a fuoco con zucchero caramellato e olio vegetale. Questo produce una pasta di loto che è di colore marrone chiaro con una lucentezza satinata, che è ricca, dolce e setosa con una leggera fragranza di caramello. Alcuni cuochi scelgono di trattare i semi di loto essiccati con una soluzione di liscivia prima di stufarli inizialmente per abbreviare il tempo di cottura.
La pasta di loto è usata nella cucina cinese come ripieno per mooncake, baozi e altri dolci. Un altro uso comune della pasta di loto è come ripieno per panini con semi di loto, un piatto facente parte del dim sum.